# Megyei bizottság (USA)
A megyei bizottság (másként a megyei biztosok testülete, angolul: County Commission) egy választott képviselőkből álló testület, amely ellátja a megyék adminisztratív vezetését az Amerikai Egyesült Államok néhány államában. A megyei bizottságot általában három, vagy több személy alkotja. Georgia és New Hampshire egyes megyéiben a vezetést egy egyszemélyi biztos látja el.

## Lásd még
- Megyei elöljáró testület
- Megyei tanács
- Megyei végrehajtó hatalom

## Fordítás
- Ez a szócikk részben vagy egészben  a   County commission című angol Wikipédia-szócikk fordításán alapul.  Az eredeti cikk szerkesztőit annak laptörténete sorolja fel. Ez a jelzés csupán a megfogalmazás eredetét és a szerzői jogokat jelzi, nem szolgál a cikkben szereplő információk forrásmegjelöléseként.